# Der schönste erste Satz
Der schönste erste Satz war ein im Jahr 2007 veranstalteter Wettbewerb der Initiative Deutsche Sprache und der Stiftung Lesen. Gesucht wurde der schönste erste Satz in der deutschsprachigen Literatur. Die Gewinner des Wettbewerbs wurden am 6. November 2007 in der Alten Oper in Frankfurt am Main gekürt. Den Hauptpreis gewann der Anfang des Romans Der Butt von Günter Grass: Ilsebill salzte nach.

## Wettbewerb
Für den Wettbewerb kamen alle in deutscher Sprache verfassten Romane und Erzählungen sowie Kinder- und Jugendliteratur in Frage. Besonderes Gewicht wurde bei diesem Wettbewerb auf die Begründung gelegt. Die Teilnehmer mussten erklären, welche Erwartungen der von ihnen gewählte erste Satz weckte und welche Stimmung er auslöste. Außerdem wurde gefragt, ob die Geschichte das hielt, was der erste Satz versprach.
In der Einleitung zum Wettbewerb hieß es:

„Der erste Satz ist wichtig. In der Liebe wie auch in der Literatur.
Ein guter erster Satz entscheidet oftmals schon darüber, ob wir uns in einen Menschen oder in ein Buch verlieben, ob wir berührt werden und uns voller Neugier auf das Versprechen einer guten Geschichte einlassen.“

## Gewinner
An dem Wettbewerb beteiligten sich über 17.000 Leser aus Deutschland und 60 anderen Staaten. Zum Siegerbeitrag Ilsebill salzte nach heißt es:

„Können drei Wörter so viel Lust auf das Weiterlesen wecken, dass die folgenden 700 Seiten mit
Genuss verschlungen werden? Der Literaturliebhaber Lukas Mayrhofer aus Wien konnte die Jury überzeugen. Sein leidenschaftliches Plädoyer dafür, den Anfang von Günter Grass’ Der Butt zum schönsten ersten Satz zu küren, beeindruckte die Jury.“

Mayrhofers Begründung beginnt folgendermaßen:

„Ein Satz mit nur drei Wörtern? Auf deutsch? Und spannungsverheißend?

Keine leichte Aufgabe. Aber Günter Grass hat sie in meinen Augen bewältigt und mir persönlich mit dem Butt nicht nur eines meiner Lieblingsbücher, sondern auch einen genialen ersten Satz beschert.

Ilsebill… komischer Name. Eine echte Ilsebill ist mir in meinem bisherigen Leben noch nie über den Weg gelaufen, aber da gibt es doch dieses Märchen vom Fischer und seiner Frau, eben jener Ilsebill. ‚Myne Fru, de Ilsebill, will nich so, as ik wol will.‘“

Und endet mit den folgenden Worten:

„Wird es Krieg geben? Oder doch nur einen zufriedenen Rülpser am Ende?

Ich weiß es und bin Herrn Grass ewig dankbar dafür.

Für einen ersten Satz, der in der Folge eine Weltgeschichte aufbaut – gespickt mit Historie und Fiktion, tollen Frauengestalten, Ironie en masse und viel viel Essen. Mahlzeit.“

### Erwachsenenliteratur
Als schönster erster Satz der deutschsprachigen Literatur wurde der Anfang von Günter Grass’ Roman Der Butt gewählt:

„Ilsebill salzte nach.“

Den zweiten Platz belegte Franz Kafkas Einstieg in die Erzählung Die Verwandlung:

„Als Gregor Samsa eines Morgens aus unruhigen Träumen erwachte, fand er sich in seinem Bett zu einem ungeheueren Ungeziefer verwandelt.“

Der dritte Preis ging an die Erzählung Der Leseteufel, der ersten „masurischen Geschichte“ aus So zärtlich war Suleyken von Siegfried Lenz:

„Hamilkar Schaß, mein Großvater, ein Herrchen von, sagen wir mal, einundsiebzig Jahren, hatte sich gerade das Lesen
beigebracht, als die Sache losging.“

### Kinder- und Jugendliteratur
Als schönster erster Satz wurde der Beginn aus Janoschs Erzählung Lari Fari Mogelzahn gekürt:

„In der Mottengasse elf, oben unter dem Dach hinter dem siebten Balken in dem Haus, wo der alte Eisenbahnsignalvorsteher Herr Gleisenagel wohnt, steht eine sehr geheimnisvolle Kiste.“

Den zweiten Platz belegte der Anfangssatz aus Cornelia Funkes Tintenherz:

„Es fiel Regen in jener Nacht, ein feiner, wispernder Regen.“

Der dritte Platz wurde an Ildikó von Kürthys Anfang des Romans Blaue Wunder vergeben:

„Entweder mache ich mir Sorgen oder was zu essen.“

### Schülerwettbewerb
Den Schülerwettbewerb gewann der Anfang von Paul Maars Kinderbuch Neue Punkte für das Sams:

„Es war Mitternacht, und Herr Taschenbier saß auf dem Dach von Frau Rotkohls Haus.“

Den zweiten Platz belegte der erste Satz aus Wolfgang und Heike Hohlbeins Krieg der Engel.

„Der Engel brannte.“

Der dritte Platz ging an den Anfang von Klaus Manns Der Wendepunkt.

„Wo beginnt die Geschichte?“

### Sonderpreis
Einen Sonderpreis für die schönste Einsendung aus dem Ausland gewann Marina Demenkowa aus Russland mit Peter Härtlings Kinder- und Jugendbuch Das war der Hirbel:

„Der Hirbel ist der Schlimmste von allen, sagten die Kinder im Heim.“

## Jury
Die Mitglieder der Jury waren:
- der Handballtrainer Heiner Brand
- der Schriftsteller Thomas Brussig
- die Literaturkritikerin Elke Heidenreich
- die Präsidentin des Goethe-Instituts Jutta Limbach
- der Kinder- und Jugendbuchautor Paul Maar
- die ZDF-Moderatorin Marietta Slomka